# Выбро
Выбро (Званка) — река в России, протекает по Чудовскому району Новгородской области. Устье реки находится в 148 км по правому берегу реки Волхов. Длина реки составляет 12 км. Около устья ширина реки — 27 метров, глубина — 5 метров.

## Данные водного реестра
По данным государственного водного реестра России относится к Балтийскому бассейновому округу, водохозяйственный участок реки — Волхов, речной подбассейн реки — Волхов. Относится к речному бассейну реки Нева (включая бассейны рек Онежского и Ладожского озера).
Код объекта в государственном водном реестре — 01040200612102000018707.